# Дивчибаре (ваздушна бања)
Дивчибаре су градско насеље и познато планинско-туристичко место града Ваљево у Колубарском округу на планини Маљен. Према попису из 2011. било је 141 стално насељених становника.

## Локација
Дивчибаре су планинско поље које лежи на надморској висини од 980м и простире се од Црног врха, Паљбе до Великог брда. Налазе се у централном делу Маљена, 38км југоисточно од Ваљева. Висови који окружују Дивчибаре поред тога што их штите од ветрова, представљају места са којих се пружа изванредан видик на само на делове масива Маљена и његову ближу околину, већ и на неке удаљене крајеве Србије. Ваљевске планине Медведник, Јабланик, Повлен, Маљен спадају у рудне планине и оне су завршни масив Динарског планинског система у северозападној Србији. 

## Клима
Захваљујући добром географском положају Дивчибаре имају благу и пријатну планинску климу. Средња температура је око 18 степени, а јесен је топлија од пролећа. У току зиме Дивчибаре углавном обилују снегом 4 месеца. До њих допиру ваздушне масе из Медитерана и сукобљавају се са ваздушним масама Карпата и Панонске низије, чиме се може објаснити присуство јода у ваздуху што је Дивчибаре прогласило ваздушном бањом. На основу посматрања климе у једном дужем периоду од стране Климатолошког института Србија из Београда 1963. године Дивчибаре је проглашено за ’’Климатско лечилиште’’. Погодна је за лечење: неуровегетативних поремећаја, хроничног бронхитиса, бронхијалне астме, анемије. 

## Реке и потоци
Дивчибаре обилују изворима речица и потока, као што су Буковска река, Црна река, Козлица, Крчмарска река, Манастирица и Пакленица, Бела и Црна Каменица. Посебно је интересантна река Манастирица, која извире под Краљевим столом (1103м) и која у свом горњем току прави врло леп водопад по имену Скакало. Терен на ком се налази овај импресиван планински водопад, висине 20 метара, није довољно приступачан, те се не налази на мапи дивчибарских пешачких стаза. Воде Црне реке теку преко стена које су скоро црне боје кроз тамну шуму па с правом носи назив Црна река. Посебна атракција ове планинске речице су водопади који су висине 5-10 метара. 
Поред река и потока дивчибарски предео обилује и многим изворима. Извор Жујан је необичан јер се не налази, као већина извора у некој јарузи или испод стене већ у пространој мочварној ливади. Осим овог извора не треба заборавити ни Хајдучку чесму на вису Чубрица, као ни извор Студенац. Бода овог врела је хладна, па се зато врло оправдано назива Студенац. Из пукотине одакле извире вода струји хладан ваздух, па се с правом претпоставља да иза постоји читав пећински систем који до сада није испитан.

## Биљни свет
Дивчибаре су познате по ливадама са лепом меком травом и четинарским шумама. Четинарске шуме су од највећег значаја, те се најчешће јављају бели и црни бор, јеле, смрча, у нешто мањем броју клека и планински бор. Од листопадног дрвећа су најзначајнији буква и бреза, које образују шуме, било саме, било у заједници са четинарима. На Дивчибарама су заступљене следеће врсте: црни и бели јасен, храст, цер, обична леска, јасика, јавор. Дивчибаре су већи део године у цвећу.
Када у марту почне снег да се топи из њега се јављају јеремичак, вресак, шафран. Крајем априла и почетком маја јавља се најлепши цвет планине - нарцис. Од месеца јуна, када су ливадске траве добиле пун раст, ливаде Дивчибара представљају прекрасан ћилим, саткан од цветова најлепших боја. У том шаренилу разног цвећа у месецу јулу јавља се лунцура, лековита биљка, са већим бројем красних жутих цветова. Посебна карактеристика висоравни је велика заступљеност шумских плодова који се користе у људској исхрани: шумских јагода, дивљих малина и купина, боровница и многобројних врста јестивих гљива. 